# Christos Volikakis
Christos Volikakis (Grieks: Χρήστος Βολικάκης) (Volos, 25 maart 1988) is een Grieks voormalig weg- en baanwielrenner.

## Carrière
Zijn jongere broer Zafeiris Volikakis is ook een wielrenner. Volikakis won in 2005 de keirin op het Wereldkampioenschap baanwielrennen voor Junioren. Tijdens de Europese Spelen van 2019 in Minsk won hij de scratch en de puntenkoers. Volikakis nam deel aan de vier opeenvolgende Olympische Zomerspelen van 2008, 2012, 2016 en 2020.

## Overwinningen
| Jaar     | GK                                                                               | EK                                   | WK                                     | Overig                                                                             |
| Junioren | Junioren                                                                         | Junioren                             | Junioren                               | Junioren                                                                           |
| -------- | -------------------------------------------------------------------------------- | ------------------------------------ | -------------------------------------- | ---------------------------------------------------------------------------------- |
| 2005     | sprint · teamsprint, · ploegenachtervolging · 1km tijdrit                        |                                      | keirin                                 |                                                                                    |
| 2006     | teamsprint · 1km tijdrit · sprint                                                | teamsprint                           | teamsprint                             |                                                                                    |
| Belofte  |                                                                                  |                                      |                                        |                                                                                    |
| 2008     |                                                                                  | 4e keirin                            |                                        |                                                                                    |
| 2009     |                                                                                  | keirin · 10e sprint                  |                                        |                                                                                    |
| 2010     |                                                                                  | 4e keirin 5e sprint                  |                                        |                                                                                    |
| Elite    |                                                                                  |                                      |                                        |                                                                                    |
| 2007     | keirin · teamsprint · sprint · 1km tijdrit                                       |                                      | 13e keirin                             |                                                                                    |
| 2008     |                                                                                  | 6e omnium                            | keirin · 14e teamsprint · 39e sprint   | Olympische Spelen: 13e keirin                                                      |
| 2009     | keirin · 1km tijdrit                                                             | 6e omnium                            | 9e keirin 13e teamsprint 21e sprint    |                                                                                    |
| 2010     | keirin · 1km tijdrit · teamsprint · sprint · ploegenachtervolging                |                                      | 13e keirin 13e teamsprint 36e sprint   |                                                                                    |
| 2011     | sprint · ploegenachtervolging · 1km tijdrit · teamsprint · keirin                | keirin                               | 13e keirin 17e teamsprint 45e sprint   | WB Astana: · keirin                                                                |
| 2012     | keirin · 1km tijdrit · sprint · teamsprint                                       | sprint · 5e keirin                   | 13e keirin 40e sprint                  | Olympische Spelen: 9e keirin                                                       |
| 2013     |                                                                                  | 10e keirin                           | 9e keirin 13e teamsprint               |                                                                                    |
| 2014     | keirin · sprint · 1km tijdrit                                                    | 9e keirin                            | 9e keirin 25e sprint                   |                                                                                    |
| 2015     | keirin · 1km tijdrit · sprint                                                    | 7e keirin                            | 13e keirin                             |                                                                                    |
| 2016     |                                                                                  | afvalkoers · 4e scratch              |                                        | Olympische Spelen: 12e keirin                                                      |
| 2017     | omnium                                                                           | 5e puntenkoers 9e omnium             | 8e scratch                             | Fiorenzuola: · eindklassement                                                      |
| 2018     | ploegenachtervolging · omnium · koppelkoers · puntenkoers · scratch · teamsprint | 5e scratch 9e omnium                 | 7e puntenkoers 8e scratch 12e omnium   |                                                                                    |
| 2019     | omnium · ploegenachtervolging · puntenkoers · scratch · koppelkoers              | scratch · 4e puntenkoers · 7e omnium | 4e scratch 11e omnium                  | WB Cambridge (1): · scratch · Europese Spelen: · scratch · puntenkoers · 5e omnium |
| 2020     | omnium                                                                           | 4e scratch                           | 13e scratch 14e omnium 16e puntenkoers |                                                                                    |
| 2021     |                                                                                  |                                      |                                        | Olympische Spelen: DNF omnium                                                      |
| 2022     |                                                                                  |                                      |                                        |                                                                                    |
| 2023     |                                                                                  | 9e afvalkoers 17e omnium             |                                        |                                                                                    |